# 邱穟恆
邱穟恒（Yau Shui Hang, Benny，1980年5月8日—）华裔加拿大人，藝人。 1999年加入華僑之聲，之後憑參加新秀歌唱大賽溫哥華選拔賽2000獲得亞軍而轉投新時代電視。 2009年12月離開新時代電視。現為公主郵輪的郵輪節目總監及樂隊「The WestCoast Players」的主音歌手。

## 簡歷
邱穟恒出生於香港，八歲跟隨家人移民至加拿大溫哥華。 因自小已對音樂及演藝事業甚有興趣，他中學畢業後便投考溫哥華社區學院(Vancouver Community College)音樂系，主修聲樂。
在1999年，邱穟恒參加溫哥華華語電台華僑之聲所舉辨的DJ大賽，獲第四名。之後則簽約成為華僑之聲的唱片騎師。 但因不同理由，邱穟恒所主持的深夜音樂節目不斷被推遲開播日子，令他開咪無期。 因此，邱穟恒在1999年11月與華僑之聲解約。
喜愛唱歌的邱穟恒，在2000年參加了《新秀歌唱大賽溫哥華選拔賽》，在云云三百多名參賽者中得到亞軍。因他在決賽時選唱義大利男高音安德烈·波伽利的首本名曲《Con Te Partiro》令人印象深刻，新秀的主辨新時代電視便跟他簽約成為合約藝員。 而他第一份工作便是主持長壽節目《熒幕八爪娛》。
至今，邱穟恒仍活躍於溫哥華華人娛樂圈，為不同活動及節目擔任司儀或表演唱歌。 在2007年及2008年他更擔任《新秀歌唱大賽溫哥華選拔賽》初賽及準決賽的評判。在2015年，邱穟恆成為溫哥華經理人公司VanHattan Entertainment旗下樂隊「The WestCoast Players」的主音歌手。2016年加入公主郵輪公司成為亞洲航線的娛樂主持，六個月後成為公主郵輪公司的首位華人郵輪副總監，2017年更成爲郵輪節目總監，管理郵輪上的娛樂安排。

## 演出作品

### 節目主持 (新時代電視)
- 《熒幕八爪娛》(2000-2002)
- 《漁樂無窮》(2001)
- 《愛心大行動電視電話籌款夜》(2004, 2007, 2008, 2009)
- 《Sing仔尋星》(2006)
- 《魅力凝聚新時代》(2008)

### 節目主持 (公主郵輪)
- 《The Wake Show》 (又名《公主早知道》及《晨間秀》) (2016-)

## 獎項
- 新秀歌唱大賽溫哥華選拔賽2000亞軍

## 外部連結
- Benny Yau 邱穟恒在互联网电影资料库（IMDb）上的資料（英文）
- 邱穟恆的新浪微博
- 邱穟恒Facebook官方網頁 （页面存档备份，存于）
- 邱穟恒Twitter官方網頁 （页面存档备份，存于）

| 前任： 關心妍 | 新秀歌唱大賽溫哥華選拔賽亞軍 2000年 | 繼任： 楊詠薇 |